# Far from the Madding Crowd
Far from the Madding Crowd er en britisk stumfilm fra 1915 af Laurence Trimble.

## Medvirkende
- Florence Turner som Bathsheba Everdene
- Henry Edwards som Gabriel Oak
- Malcolm Cherry som Boldwood
- Campbell Gullan som Troy
- Marion Grey som Robin